# Semivegetarianismo
Semivegetarianismo ou flexitarianismo é um termo usado para descrever a prática de comer carne (geralmente carne branca) em menos de três refeições por semana. Não é uma dieta vegetariana.
Há também outras definições, como a prática de uma dieta em que se retira da alimentação alguns tipos de carne, sobretudo a vermelha, não havendo impedimento estrito ao consumo de peixes, aves de capoeira, leite, ovos e derivados destes produtos, embora muitas vezes mesmo esses produtos sejam evitados.